# Trogoderma dominicana
Trogoderma dominicana – gatunek chrząszcza z rodziny skórnikowatych i podrodziny Megatominae.
Gatunek ten opisany został w 2006 roku przez Jiříego Hávę i Marcina Kadeja, którzy jako miejsce typowe wskazali lokalizację 9 km na zachodni południowy zachód od Hondo Valle.
Chrząszcz o ciele długości od 2,5 do 2,75 mm, ubarwiony brązowo z brązowym, kremowym i złotym owłosieniem. Mikropunktowane na dnie dołki na czułki zajmują cały hypomeron. Tarczka drobna, lecz widoczna. Owłosienie pokryw białe z czarnym wzorkiem.
Owad znany z górskich zadrzewień dominikańskich Sierra de Neiba.